# Dacnonypha
Dacnonypha – takson owadów z rzędu motyli i podrzędu Glossata.
Takson ten wprowadzony został przez H.E. Hintona w 1946 roku dla określenia jednostki rangi wyższej od nadrodziny i obejmującej Eriocraniidae. W 1973 roku Dacnonypha miały rangę podrzędu obejmującego rodziny Eriocraniidae (włącznie z Acanthopteroctetes), Neopseustidae, Mnesarchaeidae, Agathiphagidae oraz odkryte w tymże roku przez I.F.B. Commona Lophocoronidae.
Dalsze badania wykazały brak monofiletyzmu takiej grupy. Agathiphagidae znalazły się w nowym podrzędzie Aglossata, a Neopseustidae w Myoglossata. W 2003 N.P. Kristensen odrzucił nazwę Dacnonypha, gdyż z jego badań morfologicznych wynikało, że Eriocraniidae nie tworzą z żadną inną rodziną odrębnej jednostki monofiletycznej, a raczej są grupą siostrzaną dla wszystkich pozostałych Glossata, określanych jako Coelolepida. Taki układ potwierdzała również analiza molekularno-morfologiczna Wiegmanna i innych z 2002 roku. Jednak jeszcze w 2008 roku w encyklopedii pod redakcją J.L. Capinery proponowano Dacnonypha jako kohortę Glossata obejmującą Eriocraniidae i Lophocoroniidae. Również analiza genetyczna Mutatena i innych z 2010 roku wsparła układ z Eriocraniidae i Lophocoronidae jako grupami siostrzanymi. W 2011 roku ukazała się praca autorstwa E.J. van Nieukerkena i 50 innych lepidopterologów, prezentująca kompleksową systematykę grupy. Uwzględnia ona Coelolepida jak klad, natomiast nazwa Dacnonypha jest w niej użyta dla monotypowego infrarzędu, obejmującego tylko Eriocraniidae. Badania molekularne J.C. Regiera z 2015 roku przemawiają na korzyść takiego układu, jednak wsparcie monofiletyzmu Coelolepida nie jest silne.